# Exámenes Nacionales de Ingreso
En México, los Exámenes Nacionales de Ingreso (EXANI) son pruebas de conocimientos creadas por el Centro Nacional para la Evaluación de la Educación Superior (Ceneval) y aplicadas por universidades e instituciones educativas de todo el país que las han adoptado como filtro en sus procesos de ingreso para admitir los aspirantes mejor preparados en sus programas educativos. Estos exámenes son el Examen Nacional de Ingreso a la Educación Media Superior (EXANI-I), el Examen Nacional de Ingreso a la Educación Superior (EXANI-II) y el Examen Nacional de Ingreso al Posgrado (EXANI-III). Cada uno está comprendido por cuatro áreas que evalúan los siguientes aspectos: 
- Pensamiento matemático: explora la capacidad de comprender y resolver problemas u operaciones que implican el uso de estrategias de razonamiento aritmético, algebraico, estadístico, geométrico y trigonométrica; es decir, comprende el conjunto de conocimientos y habilidades del campo matemático que debieron aprenderse y dominarse en los niveles educativos cursados anteriormente.
- Pensamiento analítico: demuestra su capacidad de integrar y analizar información de tipo textual y gráfica; también debe comprender e interpretar relaciones lógicas y patrones, así como reconocer y analizar las coincidencias en la representación espacial de objetos en diferentes planos.
- Estructura de la lengua: evalúa la capacidad para identificar y aplicar elementos de la lengua que permiten la creación y organización de mensajes con sentido.
- Comprensión lectora: demanda comprender información explícita e implícita en textos informativo, argumentativos y narrativos de una determinada complejidad, así como su propósito, características y lenguaje.

En algunos casos también se aplica un examen diagnóstico normalmente relacionado con la especialidad a la que se aspira y que puede contener secciones sobre matemáticas, física, química, biología, derecho, historia, psicología, administración, literatura, TIC, docencia e inglés.